# دييغو تابا
دييغو تابا (باليابانية: 田場 ディエゴ) (مواليد 31 مايو 1996) هو لاعب كرة قدم ياباني.

## وصلات خارجية
- دييغو تابا على موقع رابطة كرة القدم اليابانية للمحترفين (اليابانية)
- دييغو تابا على موقع قاعدة بيانات كرة القدم.إي يو (الإنجليزية)
- دييغو تابا على موقع Soccerway.com (الإنجليزية)